# Senza catene (film)
Senza catene (Unchained) è un film statunitense del 1955 diretto da Hall Bartlett, al suo debutto da regista.
Il film si basa sul libro Prisoners are People di Kenyon J. Scudder.
La canzone Unchained Melody, scritta da Alex North e Hy Zaret ed interpretata dal baritono Todd Duncan, è stata candidata ai Premi Oscar 1956 come "migliore canzone" ed è divenuta con gli anni un classico popolare, soprattutto per la versione del gruppo The Righteous Brothers (1965) e per il suo utilizzo nel film Ghost - Fantasma (1990).